# NetApp
NetApp, Inc., zuvor bekannt als Network Appliance, Inc., ist ein US-amerikanisches Unternehmen, das im Bereich der Datenspeicherung, des Cloud Computing und des Datenmanagements arbeitet. Es hat seinen Sitz seit 2021 in San José im US-Bundesstaat Kalifornien.

## Geschichte

Logo bis zum Jahr 2008

Logo bis zum Jahr 2020

NetApp wurde 1992 unter dem Namen Network Appliance von David Hitz, James Lau und Michael Malcolm gegründet. Im Jahr 1995 erfolgte der Börsengang an der amerikanischen Technologiebörse NASDAQ unter dem Tickersymbol NTAP.
Das Unternehmen firmierte zwar stets unter dem Namen Network Appliance, wurde aber im Markt häufig als NetApp bezeichnet. Am 10. März 2008 benannte sich das Unternehmen dann offiziell in NetApp um. In Deutschland repräsentiert die NetApp Deutschland GmbH mit Sitz in Dornach (Aschheim) das Unternehmen. Eine weitere Geschäftsstelle in Deutschland befindet sich in Düsseldorf.
Am 1. März 2021 wurde eine Partnerschaft mit dem Aston Martin F1 Team bekanntgegeben. NetApp übernimmt dabei die Datenbereitstellung sowie Clouddienste für das Rennteam. Eine ähnliche Partnerschaft existiert seit 2018 mit dem MotoGP-Team Ducati Corse, sowie seit Juli 2022 mit dem TAG Heuer Porsche Formula E Team.
2023 wurde NetApp von U.S. News & World Report als „Best Company to Work For“ ausgezeichnet.
2024 zeichnete das Beratungsunternehmen Frost & Sullivan NetApp als „Global Company of the Year in the hybrid cloud storage management industry“ aus.

## Geschäftsentwicklung
Das Geschäftsjahr von NetApp endet jeweils am letzten Arbeitstag im April. Entsprechen beginnt das neue Fiskaljahr am ersten Arbeitstag im Mai.
Machte NetApp im Geschäftsjahr 1995 noch 15 Millionen USD Umsatz, so wurde im Jahr 2004 die erste Milliarde überschritten. Im aktuellen Geschäftsjahr 2023 erreichte der Umsatz 6,36 Milliarden USD.

## Aktuelle und historische Umsatzzahlen
| Geschäftsjahr | Umsatz (in Mrd., USD) | Gewinn nach Steuern (in Mrd., USD) |
| 2019          | 6,146                 | 1,169                              |
| 2020          | 5,412                 | 0,819                              |
| 2021          | 5,744                 | 0,730                              |
| 2022          | 6,318                 | 0,937                              |
| 2023          | 6,362                 | 1,274                              |
| 2024          | 6,268                 | 0,986                              |

## Organisation
George Kurian ist Chief Executive Officer von NetApp und Mitglied des Board of Directors. Er kam 2011 zu NetApp. Der President von NetApp ist César Cernuda. Im Dezember 2009 wurde Mike Nevens zum Chairman of the Board ernannt.
NetApp beschäftigt weltweit circa 12.000 Mitarbeiter. Ca. 500 davon arbeiten in Deutschland für die NetApp Deutschland GmbH mit Sitz in Dornach (Aschheim). Vice President Area Germany der NetApp Deutschland GmbH ist Begoña Jara.

## Produkte
NetApp bietet unter dem Schlagwort intelligente Dateninfrastruktur Speicherlösungen an. Das Portfolio umfasst einheitliche Speicherlösungen („Unified Storage“), SAN-Speicherlösungen, Software und Dienstleistungen. Kunden weltweit sind Service Provider und Unternehmen wie T-Systems, SAP, Lockheed, Siemens Healthineers, Oracle, Dreamworks, Computacenter und Mercedes-Benz.
Die NetApp-Speicherlösungen basieren überwiegend auf dem hauseigenen ONTAP Betriebssystem, das über die Modellpalette hinweg die gleichen Funktionen ermöglicht. 2002 stellte NetApp als erster Storage-Hersteller weltweit Speichersysteme vor, die unterschiedlichste Arten der Datenspeicherung bieten: File-Ablage, Block-Storage, Objektspeicher. Gartner klassifizierte universelle Speichergeräte in der Folge als „Unified Storage“.
Eine aktuelle Übersicht seiner Hard- und Softwarelösungen stellt NetApp auf seiner Website bereit.[1] Kernprodukte sind All-flash Storage Arrays, Speichermöglichkeiten in Public Clouds, sowie Software für das Datenmanagement. Diese Software unterstützt unter anderem folgende Aufgaben:
- Verwaltung von Speichernetzwerken für unterschiedlichste Anwendungen wie künstliche Intelligenz oder Datenbanken
- Leistungsoptimierung, Monitoring und Analyse
- Schutz vor Ransomware
- Anwendungsintegration (z. B. mit VMware, SAP, Oracle, Windows, Exchange, Sharepoint)
- Anbindung und Sicherungs-Möglichkeiten von Speicher an Container (z. B. Kubernetes, OpenShift)
- Datensicherung und -wiederherstellung
- Archivierung
- Sicherstellung der Einhaltung gesetzlicher Vorschriften

Wettbewerber von NetApp sind EMC, Hitachi Data Systems (HDS), Hewlett Packard Enterprise und IBM.

## Software-Integrationen
NetApp Produkte, vor allem auf Basis von ONTAP, können mit vielen verschiedenen Softwareprodukten zusammenarbeiten. Nachfolgend einige Beispiele:

### Automatisierung
NetApp bietet eine Reihe von Automatisierungsdienste direkt für seine Produkte über das HTTP-Protokoll, RESTful API oder über Middleware-Software an.

### Docker
Die NetApp Trident Software bietet ein spezielles Volume-Plugin für Docker-Container an, das ONTAP, SolidFire, E-Series und andere unterstützt.

### CI/CD
Das NetApp Jenkins Framework integriert sich mit ONTAP Storage für DevOps und beschleunigt Entwicklungsprozesse.

### Sicherung und Wiederherstellung
Verschiedene Sicherungs- und Wiederherstellungssoftware wie CommVault und Veeam können mit NetApp Storage-Systemen zusammenarbeiten.

### Anwendungen für Unternehmen
NetApp Systeme können mit Unternehmensanwendungen wie Oracle DB, Microsoft SQL, und anderen integriert werden, um Backup, Klonen und zusätzliche Sicherungen zu ermöglichen.

### OpenStack
NetApp Systeme sind in verschiedene Open-Source-Projekte wie OpenStack Cinder und Manila integriert.

### NetApp Cloud Technologien
NetApps Technologie für die Private-, Public- und Hybrid Cloud umfasst unter anderem:
- Aufbau, Schutz und Verwaltung von hybriden Multi-Cloud Datenbeständen mit BlueXP Backup and Recovery (inklusive Tiering, Datenklassifizierung und Infrastruktur-/Applikationsmonitoring)[18]
- Storage as a Service bei Hyperscalern:
  - Amazon FSx for NetApp[19]
  - Azure NetApp Files[20]
  - Google Cloud NetApp Volumes[21]
- Storage as a Service on-Premises
  - NetApp Cloud Volumes ONTAP[22]

### Künstliche Intelligenz
NetApp bietet verschiedene Integrationen zur Optimierung von Generative AI, Retrieval-Augmented Generation, KI-Training, sowie Data Lakes. Außerdem besteht eine enge Technologiepartnerschaft mit NVIDIA.

### Datendienste
NetApp Daten-Services überwachen Dateninfrastrukturen, optimieren deren Auslastung und helfen mit Hilfe künstlicher Intelligenz bei Datenklassifizierung und Governance.

## Akquisitionen
- 1997 – Internet Middleware (IMC) wird für 10,5 Millionen Dollar übernommen. Die Web-Proxy-Caching-Software von IMC wurde zur NetCache-Produktlinie (die 2006 weiterverkauft wurde).
- 2000 – Orca Systems, Inc. ist ein in Waltham, Massachusetts, ansässiger Entwickler von RDMA-Software (Remote Direct Memory Access). Dies führte zur Entwicklung des Direct Access File System.[27]
- 2004 – Übernahme von Spinnaker Networks für 300 Millionen Dollar. Technologien von Spinnaker werden in Data ONTAP GX integriert und 2006 erstmals veröffentlicht; später wird Data ONTAP GX zu Clustered Data ONTAP.
- 2005 – Übernahme von Alacritus für 11 Millionen US-Dollar. Die Tape-Virtualisierungstechnologie, die Alacritus in NetApp einbrachte, wurde in die NetApp NearStore Virtual Tape Library (VTL) Produktlinie integriert, die 2006 eingeführt wurde.
- 2005 – Decru: Storage-Sicherheitssysteme und Key-Management[28]. Decru wird als eigenständige Geschäftseinheit weitergeführt.
- 2006 – Übernahme von Topio für 160 Millionen US-Dollar. Software für die Replikation, Wiederherstellung und den Schutz von Daten über beliebige Entfernungen, unabhängig von der zugrunde liegenden Server- oder Speicherinfrastruktur. Diese Technologie wurde unter dem Namen ReplicatorX (Open System SnapVault) bekannt und wurde inzwischen aufgegeben.
- 2008 – Übernahme von Onaro für 120 Millionen Dollar. Software für die Verwaltung von Speicherservices, die Kunden hilft, Speicher effizienter zu verwalten und garantierte Service-Levels für Verfügbarkeit und Leistung zu bieten. Die SANscreen-Technologie von Onaro wurde als solche eingeführt und hat wahrscheinlich später NetApp OnCommand Insight beeinflusst.
- 2010 – Übernahme von Bycast für 50 Millionen US-Dollar. Aus den Technologien von Bycast entstand das Objektspeicherprodukt StorageGRID.
- 2011 – Akorri wird für 60 Millionen US-Dollar übernommen und ermöglicht Cross-Domain-Analysen und fortschrittliche Auswertungen in Datacenter-Infrastrukturen.
- 2011 – Übernahme von Engenio (LSI) für 480 Millionen US-Dollar. Engenio war die Geschäftseinheit für externe Speichersysteme der LSI Corporation. Markteinführung als NetApp E-Series Produktlinie.
- 2012 – Cache IQ: Entwicklung von NAS-Cache-Systemen.
- 2013 – IonGrid: Ein Technologieentwickler, der iOS-Geräten den Zugriff auf Benutzer und interne Geschäftsanwendungen über eine sichere Verbindung ermöglicht.
- 2014 – SteelStore: NetApp übernimmt die SteelStore Produktlinie für Datensicherung und -schutz von Riverbed Technology[29], die später in AltaVault[30] und dann in Cloud Backup umbenannt wird.
- 2015 – SolidFire: Im Dezember 2015 (Abschluss im Januar 2016) übernahm NetApp den 2009 gegründeten Flash-Speicher-Anbieter SolidFire für 870 Millionen US-Dollar.[31]
- 2017 – Plexistor: Im Mai 2017 gab NetApp erstmals die Übernahme eines Unternehmens und einer Technologie namens Plexistor bekannt. Technologien von Plexistor gaben den Startschuss für das Produkt MAX Data.
- 2017 – Greenqloud wurde mit seinem Produkt Qstack übernommen. Greenqloud war ein privates Startup-Unternehmen, das Cloud-Services, Orchestrierungs- und Verwaltungsplattformen für Hybrid-Cloud- und Multi-Cloud-Umgebungen entwickelte.[32]
- 2017 – Immersive Partner Solutions, ein in Littleton, Colorado, ansässiger Entwickler von Software zur Validierung verschiedener konvergenter Infrastrukturen während ihrer Lebenszyklen.
- 2018 – StackPointCloud: NetApp erwirbt StackPointCloud, ein Projekt für Multi-Cloud Kubernetes as-a-Service und ein Mitwirkender an Kubernetes, der das Produkt Kubernetes Service ins Leben gerufen hat.
- 2019 – Cognigo: Israelischer KI-gesteuerter Anbieter von Daten-Compliance und -Sicherheit.
- 2020 – Talon: Cloud Data Storage-Unternehmen, das Datenkonsolidierung und -sicherheit für Unternehmen ermöglicht.[33]
- 2020 – CloudJumper: Cloud-Software für VDI und Remote-Desktop-Dienste.
- 2020 – Spot: Verwaltung von Rechenleistung und Kostenoptimierung in den öffentlichen Cloud.[34]
- 2021 – CloudHawk.io: AWS Cloud Security Posture.
- 2021 – CloudCheckr: Cloud Optimization Platform.[35]
- 2022 – Fylamynt: Unternehmen für CloudOps-Automatisierungstechnologie.[36]
- 2022 – Instaclustr: Open-Source-Datenbank-Startup.[37][38]

## Wohltätigkeit
NetApp und seine Mitarbeiter engagieren sich stark für soziale Projekte und gemeinnützige Organisationen. Im Jahr 2024 haben NetApp und seine Mitarbeiter mehr als 3,5 Millionen US-Dollar gespendet und durch das NetApp Serves Programm fast 20.000 Stunden ehrenamtliche Arbeit geleistet. Diese Beiträge unterstützen über 3.200 gemeinnützige Organisationen weltweit und spiegeln das Engagement von NetApp wider, positive Veränderungen in den Gemeinschaften zu bewirken, in denen das Unternehmen tätig ist.
NetApp beteiligt sich bei World’s Largest Lesson, einem Programm von Project Everyone in Partnerschaft mit UNICEF und mit Unterstützung der UNESCO.
Durch das NetApp Community Investments Programm engagiert sich NetApp und seine Mitarbeiter für wohltätige Zwecke in den Bereichen Bildung, Nahrungsversorgung und der Reduzierung der Obdachlosigkeit.
Mit Data Explorers unterstützt NetApp Jugendliche beim Entdecken und Entwickeln von Datenkompetenz.

## Umwelt
In den vergangenen sechs Jahren (Stand 2023), konnte NetApp die Treibhausgasintensität um 70 % reduzieren. Zwischen 2017 und 2022 konnte NetApp seinen Energieverbrauch um 15 % reduzieren und folglich den Ausstoß von Treibhausgasen um 61 % reduzieren. NetApp arbeitet aktiv daran, seine Scope 1, 2 und 3 Emissionen bis zum Jahr 2030 erheblich zu reduzieren. Das Ziel ist es, die Scope 1 und 2 Emissionen um 42 % und die Scope 3 Emissionen um 50 % zu reduzieren.
2022 und 2023 erhielt NetApp B Scores von CDP für sowohl Klimawandel als auch Wassersicherheit.
2022 wechselte NetApp zu einem neuen, globalen Elektroschrott-Partner und forciert aktiv WEEE-gerechte Programme, um den Elektroschrott zu reduzieren.
2022 wurde die NetApp Einrichtung am Wichita State Universitys (WSU) Innovation Campus in Kansas fertiggestellt. Die Einrichtung wird zu 100 % mit lokaler Windkraft betrieben.
Der Campus von NetApp in Bangalore bezieht fast 90 % seines Stroms aus erneuerbaren Energien, darunter Windkraftanlagen, Wasserkraftwerke und eine kleine Solaranlage vor Ort.
Das Engagement für erneuerbare Energiesysteme wird durch den internationalen Hauptsitz in Cork verdeutlicht, der 100 % des Energiebedarfs mit erneuerbarer Energie deckt.
Im Jahr 2023 platzierte sich NetApp unter den besten 5 % der von EcoVadis bewerteten Unternehmen.
Das NetApp Environmental Management System und somit alle globalen NetApp Büros sind gemäß dem ISO 14001:2015 zertifiziert.
In einigen NetApp Niederlassungen haben die Mitarbeiter Green Teams gegründet, um nachhaltige Werte in ihren Alltag und zu integrieren.

## Kritik
Über das italienische Unternehmen Area SpA gelangten NetApp-Produkte trotz Sanktionen nach Syrien, wo sie der Regierung helfen, die Bewegung von Beteiligten des Aufstands in Syrien 2011 zu verfolgen.